# Eva Miriam Hart
Eva Miriam Hart (Ilford, Londres, Inglaterra, 31 de enero de 1905-14 de febrero de 1996) fue una de los últimos supervivientes del naufragio del transatlántico RMS Titanic, ocurrido entre el 14 y 15 de abril de 1912. 

## Biografía

### Primeros años
Nació en el suburbio de Londres Seven Kings, Ilford, Essex el 31 de enero de 1905, siendo la única hija de Benjamin, un carpintero, y Esther Hart.
Su madre se había casado en segundas nupcias con Benjamin, en el otoño de 1900. Años atrás, Esther había enviudado de un tormentoso matrimonio en el que había sido maltratada, y los nueve hijos que había dado a luz murieron todos a los pocos meses de nacidos.
El negocio de la construcción había colapsado en Inglaterra hacia 1911, desapareciendo los inquilinos que ocupaban las casas que Benjamin Hart había construido. Un amigo del señor Hart, quien había emigrado a Canadá, le comentó la enorme prosperidad económica que ofrecía el país norteamericano. De modo que, cuando ella tenía seis años, su padre decidió emigrar junto a su familia a Winnipeg (Manitoba), donde pretendía abrir un estanco.

### A bordo del Titanic
Originalmente los Hart habían reservado plaza en el SS Philadelphia, sin embargo, la huelga de carbón en Southampton de aquella primavera impidió que navegaran en él, por lo que fueron transferidos al Titanic. El miércoles 10 de abril de 1912, con siete años embarcó, junto con sus padres, en el RMS Titanic como pasajera de segunda clase en Southampton (Inglaterra). Su madre empezó a tener malos presentimientos, sintiéndose incómoda en el buque. Con dicho temor en el cuerpo, la entonces niña dormía durante el día y por la noche permanecía, despierta y vestida, en su camarote.
Tuvieron como compañeros de mesa en el salón comedor al matrimonio formado por Thomas y Elizabeth Brown más su hija Edith, a René Pernot —chófer de Benjamin Guggenheim—, y Mary Mack. Con quienes disfrutaron de una agradable camaradería durante las comidas, hablando del futuro e ilusionados por una nueva vida que planificaban en su destino, en América del Norte. Trágicamente, sólo cuatro de los ocho comensales de aquella mesa sobrevivirían al desastre; la señoras Hart y Brown junto a sus hijas Eva y Edith respectivamente.
La noche del suceso, sobre las 23:40h, Esther dormía mientras el barco chocaba contra el famoso iceberg. Su padre llegó en ese momento y, después de tapar a su hija con una manta, la llevó a la cubierta del barco. Allí, Benjamin dejó a su esposa e hija en el bote número 14 y le dijo a Eva que «le diera la mano a mami y que fuera buena chica». Fueron las últimas palabras que escuchó de su padre y la última vez que lo vio. Poco después, mientras su madre Esther embarcaba en el bote, el quinto oficial Harold Lowe disparó en el aire con su pistola varios tiros para ahuyentar a un hombre que había entrado sin permiso en el n.º 14. Los balazos asustaron a la niña hasta tal punto que le gritó al oficial: «No le dispares a mi papá, no le dispararás a mi papá». A lo largo de la noche, vomitó en la lancha a causa de un golpe en el estómago sufrido contra el borde del mismo, mientras fue cargada desde la cubierta del Titanic.

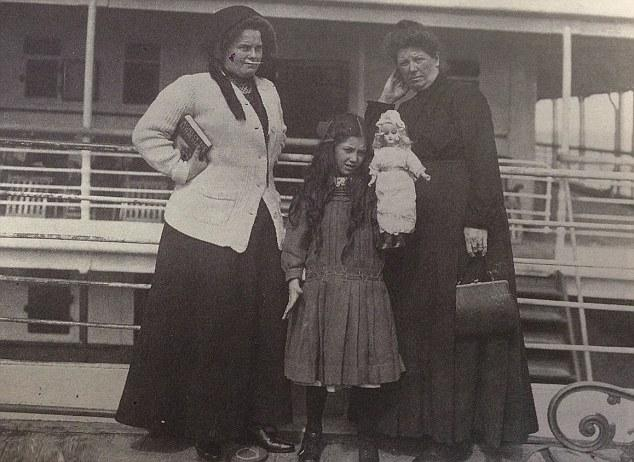
Eva junto a su madre Esther Hart, a su retorno a Reino Unido tras el hundimiento del Titanic.

El RMS Carpathia las rescató y las trasladó, el 18 de abril, a Nueva York, desde donde volvieron a Inglaterra en el RMS Celtic y su madre se casó de nuevo. El cuerpo de su difunto padre, de ser hallado, nunca fue identificado. Eva tuvo muchísimas pesadillas sobre el suceso y, tras la muerte de su madre 16 años más tarde, decidió enfrentarse a sus temores: regresó al mar, se encerró durante cuatro días en un camarote y sus pesadillas desaparecieron.

### Recuerdos delTitanic
Con siete años en el momento del suceso, Eva decía recordar perfectamente décadas después lo sucedido. En una entrevista en 1993, 81 años más tarde del hundimiento, dijo: «vi cómo se hundía el buque [...] Nunca cerré mis ojos. No dormí en absoluto. Lo pude ver, lo escuché y nadie lo puede olvidar [...] Recuerdo los colores, los sonidos ... Todo [...] Lo peor que puedo recordar son los gritos y luego el silencio que siguió [...] Parece como, si una vez que todos se habían ido, se ahogó. Acabado. Todo el mundo estaba de pie todavía. No había nada, sólo esta muerte, terrible silencio en la noche oscura con las estrellas sobre la cabeza». "La banda tocó una versión de Nearer My God to Thee, hay tres versiones, y la que interpretaron era la que se cantaba en la iglesia." "Nunca cerré los ojos, y vi cómo el barco se hundía. Y vi cómo el barco se partió en dos."

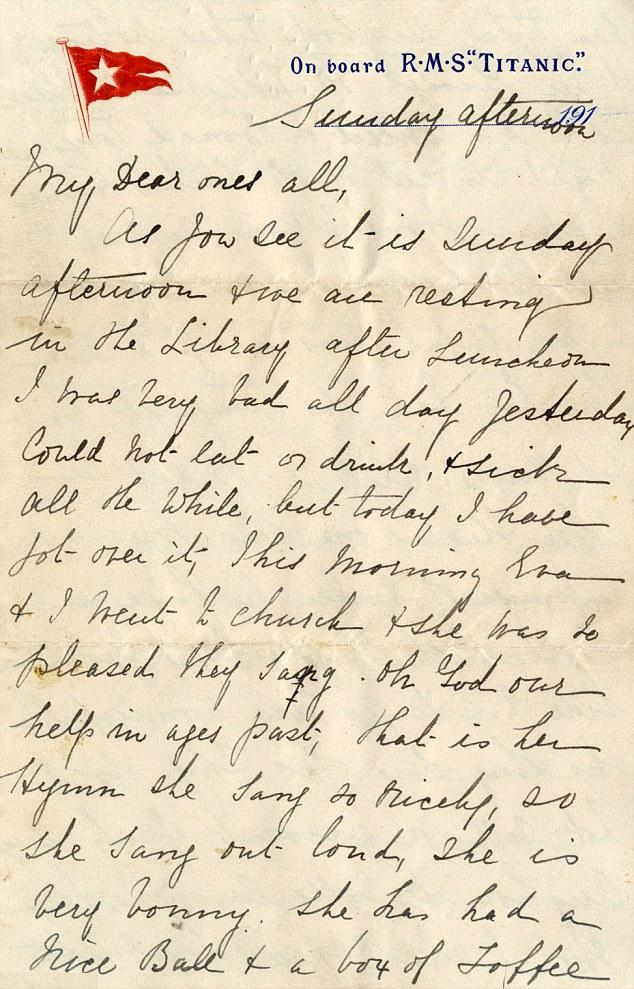
Carta manuscrita de Eva y su madre Esther, dirigida a la abuela de Eva, escrita en la noche del hundimiento. Fue subastada en abril de 2014 por un precio de 119. 000 libras esterlinas. Sobrevivió al hundimiento porque se encontraba en uno de los bolsillos de la chaqueta del padre, Benjamin Hart, quien la puso sobre los hombros de su hija para mantenerla caliente en el frío de la noche.

Ella y su madre Esther escribieron la última carta escrita en el Titanic de la que se tiene registro, donde Esther le cuenta a sus familiares el disfrute de su estadía junto con su hija Eva y de la vida a bordo:.

Mis queridos todos,

Como ven, es el mediodía del domingo y estamos descansando en la biblioteca después de almorzar. Ayer estuve muy mal todo el día, sin poder comer o beber, pero hoy ya estoy mejor.
Esta mañana Eva y yo fuimos a la iglesia y ella estaba tan contenta que cantaba “Oh Señor ven”, un himno que le suena muy bien  en voz alta, ella es muy hermosa. Tenía una bonita pelota, una caja de caramelos y una foto de este barco que compró hoy, todo el mundo la nota con su osito de peluche. Habrá un concierto a bordo mañana por la noche en beneficio de la Casa de los Marineros, ella va a cantar y yo también.
Los marineros dicen que hemos tenido un tiempo maravilloso hasta el momento. No ha habido ninguna tempestad, pero Dios sabe cómo será cuando ocurra. 
Veo una enorme extensión de mar, no hay tierra a la vista y el barco que se mece de lado a lado es maravilloso, aunque dicen que este barco no debe mecerse debido a su tamaño.

De todos modos, se mueve  lo suficiente para mí, nunca lo olvidaré. Hay muy buen tiempo, pero con un frío y un viento terrible. Dicen que podemos alcanzar a llegar a Nueva York el martes por la noche, pero está programado para el miércoles por la mañana.
Esther Hart

### Profesión
Eva tuvo varios trabajos a lo largo de su vida: Fue una famosa cantante en Australia, una organizadora de partidos conservadores, y también trabajó como juez en Inglaterra.

### Crítica abierta
Fue una de las supervivientes más críticas sobre la carencia de botes salvavidas y de cualquier intento de rescate de supervivientes del transatlántico, después de su descubrimiento en 1985, 73 años más tarde. Criticó a la White Star Line por la falta de botes: «Si un barco es bombardeado, es por la guerra; si es sacudido contra las rocas en una tormenta es por la naturaleza; pero, morir sólo por la carencia de botes salvavidas es ridículo». Cuando se iniciaron las labores de rescate en el pecio, en 1987, Eva se apresuró a señalar que el Titanic era una tumba y que debía tratarse como tal. A menudo reprochó la «insensibilidad y codicia» y etiquetó a los rescatadores como «caza fortunas, buitres, piratas y saqueadores de tumbas».

### Vida después
Se mantuvo activa en los eventos sobre el Titanic durante los década de 1980. En 1982, volvió a Estados Unidos y asistió, junto con otros supervivientes, al congreso de la Sociedad Histórica del Titanic conmemorando el 70.º aniversario del naufragio del Titanic. Participó en otras tres ocasiones (1987, 1988 y 1992) y en 1994 escribió la autobiografía La sombra del Titanic: Historia de un superviviente, donde describe sus vivencias a bordo del buque y las complicaciones que hubo durante el naufragio. 
El 15 de abril de 1995, en el 83.er aniversario del desastre, tanto ella como Edith Brown, otra superviviente de segunda clase, dedicaron una placa de un jardín conmemorativo en las tierras del National Maritime Museum de Londres.

### Muerte
Murió el 14 de febrero de 1996 en su casa de Chadwell Heat con 91 años de edad, dejando a ocho supervivientes restantes.